# Miłosław
Miłosław is een stad in het Poolse woiwodschap Groot-Polen, gelegen in de powiat Wrzesiński. De oppervlakte bedraagt 4,07 km², het inwonertal 3562 (2005).

## Geschiedenis
Miłosław kreeg stadsrechten voor 1397; de stad viel onder de Magdeburger wetten in 1539. Aan het eind van de 16e eeuw, werd Miłosław een belangrijk centrum van handarbeid. Een stadbrand vond hier plaats in 1599, die de stad bijna helemaal verwoestte.
Een Lutheraanse synode vond hier plaats in 1607, die het fundament legde voor het Protestantisme in deze regio van Wielkopolska. Gedurende de Zweedse oorlogen marcheerden troepen van de bevelhebbers Stefan Czarniecki and Jerzy Lubomirski door de stad.
In het begin van de 18e eeuw was de heerlijkheid Miłosław eigendom van de Grabski familie en sinds 1777 tot het eind van de 19e eeuw was het eigendom van de Mielżyński familie.
Een veldslag tussen Pruisen en Poolse opstandelingen vond hier plaats op 30 april 1848, gedurende de opstand van de Pruisische Polen. De veldslag werd gewonnen onder leiding van de Poolse bevelhebbers Ludwik Mierosławski en Feliks Białoskórnicki.
Het heeft een treinstation uit 1875 aan een lijn die nu alleen nog voor goederenvervoer wordt gebruikt.

## Monumenten
- Paleis, gebouwd aan het begin van de 19e eeuw.
- De Sint Jacobs-kerk uit 1620, verbouwd 1845.
- Protestantse kerk uit 1874/1875.

## Galerij

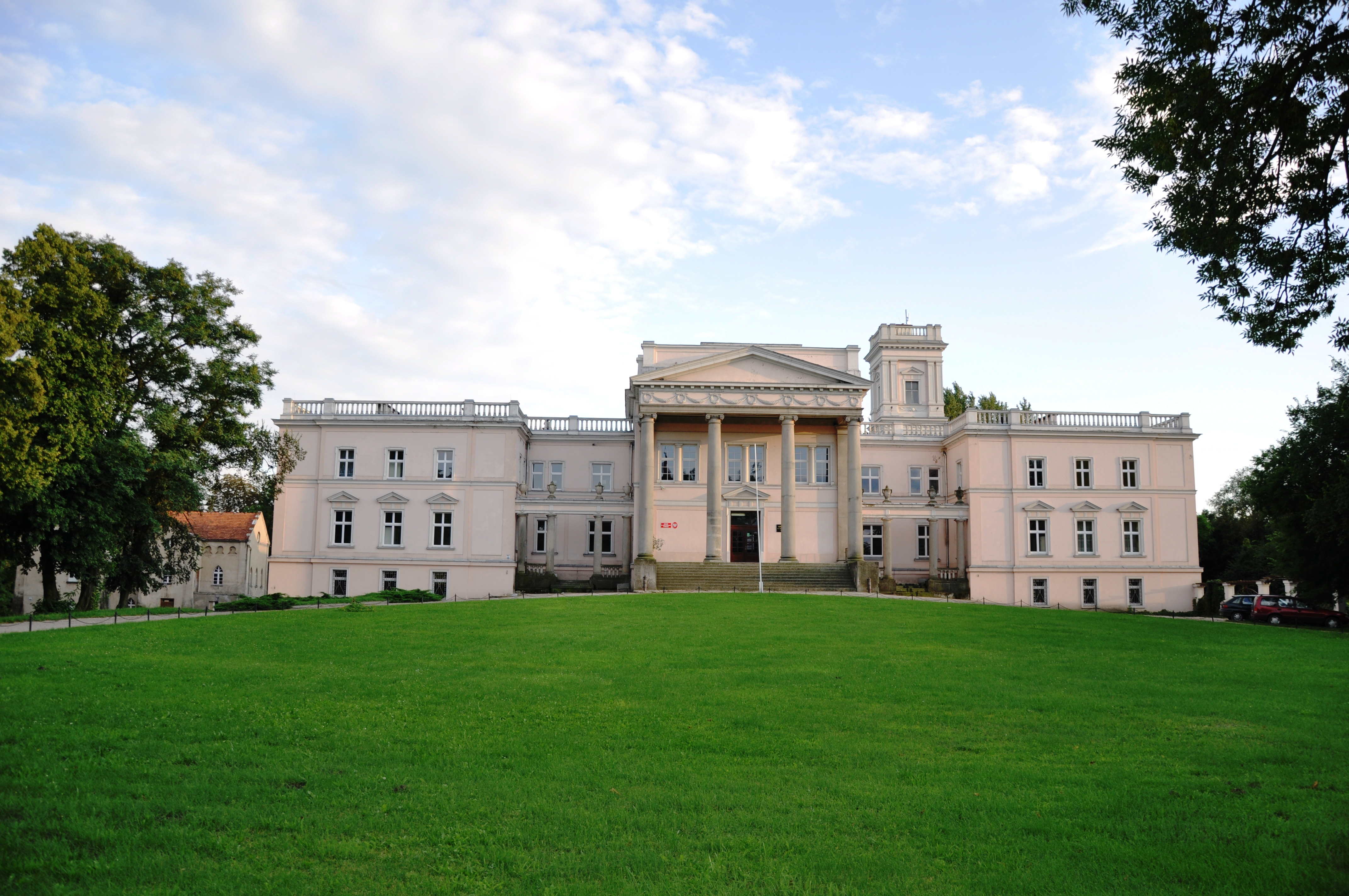

## Stedenband
- Bergen (Nederland)